# Utekáč
Utekáč – wieś (obec) na Słowacji położona w kraju bańskobystrzyckim, w powiecie Poltár. Pierwsze wzmianki o miejscowości pochodzą z roku 1593.
Według danych z dnia 31 grudnia 2012, wieś zamieszkiwało 1025 osób, w tym 539 kobiet i 486 mężczyzn.
W 2001 roku rozkład populacji względem narodowości i przynależności etnicznej wyglądał następująco:
- Słowacy – 97,37%
- Czesi – 0,57%
- Polacy – 0,16%
- Romowie – 0,08%
- Węgrzy – 0,49%

Ze względu na wyznawaną religię struktura mieszkańców kształtowała się w 2001 roku następująco:
- Katolicy rzymscy – 68,31%
- Grekokatolicy – 0,25%
- Ewangelicy – 6,98%
- Ateiści – 19,95%
- Nie podano – 4,43%